# Stilobezzia
Stilobezzia är ett släkte av tvåvingar som beskrevs av Jean-Jacques Kieffer 1911. Stilobezzia ingår i familjen svidknott.

## Dottertaxa tillStilobezzia, i alfabetisk ordning[1][2]
- Stilobezzia acrotrichis
- Stilobezzia addita
- Stilobezzia afra
- Stilobezzia africana
- Stilobezzia afrotropica
- Stilobezzia alba
- Stilobezzia albiabdominalis
- Stilobezzia albicoxa
- Stilobezzia albocincta
- Stilobezzia amaniensis
- Stilobezzia amazonica
- Stilobezzia americana
- Stilobezzia amnigena
- Stilobezzia amplistyla
- Stilobezzia angustipennis
- Stilobezzia antennalis
- Stilobezzia antipodalis
- Stilobezzia areolaris
- Stilobezzia armatibiae
- Stilobezzia artistyla
- Stilobezzia atrichopogon
- Stilobezzia atronitens
- Stilobezzia aureola
- Stilobezzia badia
- Stilobezzia baojia
- Stilobezzia basizonata
- Stilobezzia bata
- Stilobezzia beckae
- Stilobezzia biangulata
- Stilobezzia bicinctipes
- Stilobezzia bicolor
- Stilobezzia bifurcata
- Stilobezzia bimacula
- Stilobezzia bimaculata
- Stilobezzia bispinosa
- Stilobezzia bizonata
- Stilobezzia blantoni
- Stilobezzia brandti
- Stilobezzia brevicornis
- Stilobezzia brevicostalis
- Stilobezzia brevistyla
- Stilobezzia browni
- Stilobezzia bulla
- Stilobezzia calcaris
- Stilobezzia carayoni
- Stilobezzia caribe
- Stilobezzia castanea
- Stilobezzia centripictura
- Stilobezzia cereola
- Stilobezzia chaconi
- Stilobezzia challieri
- Stilobezzia chasteli
- Stilobezzia chlorosa
- Stilobezzia clarifemorata
- Stilobezzia claripennis
- Stilobezzia claripes
- Stilobezzia clavicula
- Stilobezzia collessi
- Stilobezzia congestiterga
- Stilobezzia contans
- Stilobezzia coquilletti
- Stilobezzia coracina
- Stilobezzia corneti
- Stilobezzia crassiforceps
- Stilobezzia crassipes
- Stilobezzia crassistyla
- Stilobezzia crassivenosa
- Stilobezzia crossi
- Stilobezzia curvistyla
- Stilobezzia debilipes
- Stilobezzia decora
- Stilobezzia differens
- Stilobezzia diminuta
- Stilobezzia distinctifasciata
- Stilobezzia diversa
- Stilobezzia djalonensis
- Stilobezzia donskoffi
- Stilobezzia dorsofasciata
- Stilobezzia dorsosignata
- Stilobezzia douryi
- Stilobezzia dryadum
- Stilobezzia dubitans
- Stilobezzia dureti
- Stilobezzia dycei
- Stilobezzia edwardsi
- Stilobezzia elegantula
- Stilobezzia eliptaminensis
- Stilobezzia ensistyla
- Stilobezzia erectiseta
- Stilobezzia esmeralda
- Stilobezzia eximitarsis
- Stilobezzia fasciscutata
- Stilobezzia femoralis
- Stilobezzia festiva
- Stilobezzia fiebrigi
- Stilobezzia fitzroyensis
- Stilobezzia flavida
- Stilobezzia flavipectoralis
- Stilobezzia flavirostris
- Stilobezzia flavizonata
- Stilobezzia fortipes
- Stilobezzia fortistyla
- Stilobezzia foyi
- Stilobezzia fulva
- Stilobezzia fulvacea
- Stilobezzia fulviscuta
- Stilobezzia furcellata
- Stilobezzia furcipes
- Stilobezzia furva
- Stilobezzia fuscidorsum
- Stilobezzia fuscigenua
- Stilobezzia fuscipes
- Stilobezzia fusciscutellata
- Stilobezzia fusciterga
- Stilobezzia fuscula
- Stilobezzia fusistylata
- Stilobezzia gallica
- Stilobezzia gambiae
- Stilobezzia genitalis
- Stilobezzia gigantiforceps
- Stilobezzia glauca
- Stilobezzia gracilis
- Stilobezzia grandis
- Stilobezzia gressitti
- Stilobezzia guianae
- Stilobezzia harurii
- Stilobezzia hirsuta
- Stilobezzia hirta
- Stilobezzia hirtaterga
- Stilobezzia hollandia
- Stilobezzia huberti
- Stilobezzia immodentis
- Stilobezzia imparungulae
- Stilobezzia inermipes
- Stilobezzia inkisiensis
- Stilobezzia insigniforceps
- Stilobezzia insolita
- Stilobezzia intermedia
- Stilobezzia isthmostheca
- Stilobezzia kiefferi
- Stilobezzia kindiae
- Stilobezzia kisantuensis
- Stilobezzia kunashiri
- Stilobezzia kurthi
- Stilobezzia lanceloti
- Stilobezzia lasioterga
- Stilobezzia lateralis
- Stilobezzia latiforceps
- Stilobezzia latistyla
- Stilobezzia latiunguis
- Stilobezzia leucopeza
- Stilobezzia limai
- Stilobezzia limnophila
- Stilobezzia longicornis
- Stilobezzia longiforceps
- Stilobezzia longihamata
- Stilobezzia longistyla
- Stilobezzia lutacea
- Stilobezzia lutea
- Stilobezzia luteola
- Stilobezzia maai
- Stilobezzia macclurei
- Stilobezzia macfiei
- Stilobezzia maculata
- Stilobezzia maculipes
- Stilobezzia maculitibia
- Stilobezzia magnitheca
- Stilobezzia mahensis
- Stilobezzia maia
- Stilobezzia manaosensis
- Stilobezzia merceri
- Stilobezzia minima
- Stilobezzia minuta
- Stilobezzia miripes
- Stilobezzia modesta
- Stilobezzia monticola
- Stilobezzia mutabilis
- Stilobezzia nasticae
- Stilobezzia natalensis
- Stilobezzia navaiae
- Stilobezzia nebulosa
- Stilobezzia nigerrima
- Stilobezzia nigriapicalis
- Stilobezzia nigroflava
- Stilobezzia nitela
- Stilobezzia niveus
- Stilobezzia notata
- Stilobezzia nudisthmostheca
- Stilobezzia nyei
- Stilobezzia obesa
- Stilobezzia obesigenitalis
- Stilobezzia obscura
- Stilobezzia ochracea
- Stilobezzia ohakunei
- Stilobezzia orientis
- Stilobezzia ornata
- Stilobezzia ornaticrus
- Stilobezzia ornatithorax
- Stilobezzia oxiana
- Stilobezzia pallescens
- Stilobezzia pallidicornis
- Stilobezzia pallidipes
- Stilobezzia pallidiventris
- Stilobezzia palpalis
- Stilobezzia panamensis
- Stilobezzia papillata
- Stilobezzia papuae
- Stilobezzia parvaeungulae
- Stilobezzia parvitheca
- Stilobezzia parvula
- Stilobezzia pastoriana
- Stilobezzia patagonica
- Stilobezzia paucimaculata
- Stilobezzia paucipictipes
- Stilobezzia pauliani
- Stilobezzia paulistensis
- Stilobezzia perspicua
- Stilobezzia pessoni
- Stilobezzia photophila
- Stilobezzia pictipes
- Stilobezzia poikiloptera
- Stilobezzia postcervix
- Stilobezzia propristyla
- Stilobezzia pruinosa
- Stilobezzia pseudofestiva
- Stilobezzia pseudonotata
- Stilobezzia punctifemorata
- Stilobezzia punctulata
- Stilobezzia quadrisetosa
- Stilobezzia quatei
- Stilobezzia rabelloi
- Stilobezzia rava
- Stilobezzia reflexa
- Stilobezzia robusta
- Stilobezzia rotunditheca
- Stilobezzia rufa
- Stilobezzia rutshuruensis
- Stilobezzia sahariensis
- Stilobezzia samoana
- Stilobezzia sanctibernardini
- Stilobezzia scutata
- Stilobezzia seguyi
- Stilobezzia semiartistyla
- Stilobezzia setigera
- Stilobezzia setigeripes
- Stilobezzia setigeriscutellata
- Stilobezzia seychelleana
- Stilobezzia silvicola
- Stilobezzia similans
- Stilobezzia similisegmenta
- Stilobezzia simplex
- Stilobezzia simulator
- Stilobezzia singularis
- Stilobezzia soror
- Stilobezzia spadicicoxalis
- Stilobezzia spadicitibialis
- Stilobezzia speculae
- Stilobezzia spinifemorata
- Stilobezzia spinipes
- Stilobezzia spinitarsis
- Stilobezzia spiniterga
- Stilobezzia spirogyrae
- Stilobezzia stonei
- Stilobezzia subalba
- Stilobezzia subfestiva
- Stilobezzia subflava
- Stilobezzia subnebulosa
- Stilobezzia subsessilis
- Stilobezzia subsoror
- Stilobezzia subviridis
- Stilobezzia succinea
- Stilobezzia supernotata
- Stilobezzia sybleae
- Stilobezzia szadziewskii
- Stilobezzia tasmaniensis
- Stilobezzia tauffliebi
- Stilobezzia tenebrosa
- Stilobezzia tenuicolorata
- Stilobezzia tenuiforceps
- Stilobezzia tetragona
- Stilobezzia thibaulti
- Stilobezzia thomsenae
- Stilobezzia thyridofera
- Stilobezzia tibialis
- Stilobezzia tomensis
- Stilobezzia tonnoiri
- Stilobezzia transversa
- Stilobezzia traubi
- Stilobezzia travassosi
- Stilobezzia trilineata
- Stilobezzia trimaculata
- Stilobezzia tropica
- Stilobezzia truncata
- Stilobezzia ugandae
- Stilobezzia unicellula
- Stilobezzia unifasciata
- Stilobezzia unifascidorsalis
- Stilobezzia vandeli
- Stilobezzia varia
- Stilobezzia venefica
- Stilobezzia venezuelensis
- Stilobezzia versicolor
- Stilobezzia williamsi
- Stilobezzia virescens
- Stilobezzia viridis
- Stilobezzia viridiventris
- Stilobezzia wirthi
- Stilobezzia vittata
- Stilobezzia vittula
- Stilobezzia vulgaris
- Stilobezzia wygodzinskyi
- Stilobezzia xanthogaster
- Stilobezzia zonata